# Borrelia hermsii
Borrelia hermsii es una espiroqueta del género Borrelia, responsable de la fiebre recurrente endémica y es transmitida por garrapatas. Se trata de la especie de este género más frecuente en California, el noroeste del Pacífico y Canadá. Su artrópodo vector es una garrapata de cuerpo blando, Ornithodoros hermsi, que vive en los restos de árboles muertos y parasita roedores.

## Patología
Los pacientes enferman tras ser mordidos por garrapatas infectadas por B. hermsii. Tras un periodo de incubación de entre 4 y 18 días se produce el primer episodio de fiebre que suele ir asociado a otros síntomas, como migrañas, escalofríos, vómitos y dolor abdominal. A continuación, se da un periodo asintomático que suele durar cerca de 10 días y tras el que puede producirse una recaída. Además, se han asociado complicaciones a nivel neurológico muy similares a las que se dan en las infecciones por B. burgdorferi, como meningitis o parálisis facial.
Los síntomas aparecen cuando la bacteria alcanza el torrente sanguíneo de su hospedador tras ser transmitido por el artrópodo infectado. Una vez se producen los primeros anticuerpos frente a la variante antigénica predominante, las espiroquetas comienzan a desaparecer de la sangre periférica y son reemplazadas por nuevas variantes antigénicas, lo que explica los periodos afebriles seguidos de recaídas.

## Variación antigénica
La variación antigénica es uno de los mecanismos de evasión de la respuesta inmune más utilizados por patógenos. Consiste en una serie de cambios genéticos o epigenéticos que resultan en la alteración de los antígenos de superficie. La variación antigénica, además de permitir a las bacterias evadir la acción de los anticuerpos generados por su hospedador, puede alterar el tropismo tisular de las espiroquetas y su capacidad patogénica. 
B. hermsii dispone de un mecanismo de variación antigénica que resulta en la expresión de distintas variantes de las lipoproteínas Vlp y Vsp, responsables de los sucesivos ciclos de infección. Para ello, la bacteria tiene el plásmido HS1, donde se encuentran silenciados 21 genes vsp y 38 vlp, y el plásmido lp28-1, que tiene el sitio de expresión desde el que se podrán activar estos genes una vez se produzca la recombinación. Este sistema de variación antigénica se basa en eventos de conversión génica en los que se sustituye al gen situado en el sitio de expresión por uno de los genes silenciados que codifican para las lipoproteínas Vlp y Vsp. 
De este modo, cada periodo de fiebre es provocado por bacterias que producen una forma determinada de las lipoproteínas Vlp o Vsp. Una vez que el hospedador desarrolla anticuerpos frente al antígeno expresado por las espiroquetas en este ciclo de infección, se produce un descenso de sus niveles en sangre. Sin embargo, las bacterias que sobreviven, tras un evento de conversión génica, expresan una nueva variante antigénica y provocan otro periodo de fiebre. 

## Diagnóstico
El método de diagnóstico de infecciones por B. hermsii más utilizado se basa en la detección directa de estas bacterias en frotis de sangre periférica. La muestra debe tomarse durante los periodos de fiebre, ya que es cuando se alcanzan los niveles más elevados de bacterias en sangre.
Tanto las técnicas de amplificación de ácidos nucleicos como los tests serológicos se han rechazado como métodos diagnósticos, ya que presentan una baja especificidad y no son procedimientos al alcance de todos los laboratorios.  

## Tratamiento
Las infecciones por B. hermsii se combaten con antibióticos de amplio espectro, siendo los más eficaces la tetraciclina y la eritromicina. El tratamiento recomendado consiste en cuatro dosis con un intervalo de 6 horas que debe extenderse desde 5 a 10 días. Si se desarrollan complicaciones neurológicas, se deben administrar antibióticos por vía parenteral durante 14 días o más. 